# Sergio Zaninelli
Sergio Zaninelli (Milano, 24 maggio 1929) è uno storico ed economista italiano.

## Biografia
Nel 1955 si è laureato in Giurisprudenza all'Università degli Studi di Milano. Nel 1959 ha intrapreso la carriera accademica all'Università Cattolica del Sacro Cuore di Milano, dapprima come assistente volontario di Mario Romani alla cattedra di Storia economica, poi come docente di Storia del movimento sindacale, di Storia economica e di Storia dell'agricoltura.
Vincitore di cattedra nel 1970, dopo un quinquennio presso l’Università degli Studi di Trento, nel 1975 è ritornato in Università Cattolica assumendo la direzione dell’Istituto di storia economica e sociale e dell’Archivio per la storia del movimento sociale cattolico in Italia (dal 1975 al 2005)
Dal 1980 al 1983 è stato prorettore dell'ateneo; per i tre trienni successivi è stato preside della Facoltà di Economia e Commercio. Dal 1993 è entrato a far parte del consiglio di amministrazione dell'Università Cattolica del Sacro Cuore e nel 1998 è stato eletto rettore dell'ateneo.
Dal 23 aprile 2012 è presidente dell'Istituto Auxologico Italiano di Milano.
Le sue pubblicazioni si sono incentrate in particolare sulla storia dei movimenti sindacali, la storia dell'industria nella prima metà dell'Ottocento e sulla storia dell'agricoltura nell'età moderna e contemporanea.

## Saggi
- Sergio Zaninelli, Vincenzo Saba, Mario Romani. La cultura al servizio del «sindacato nuovo», Milano, Rusconi Libri, 1995.
- Alla scuola di Mario Romani. Un trentennio di attività dell'Istituto di storia economica e sociale e dell'Archivio per la storia del movimento sociale cattolico in Italia (1975-2004), Milano, Vita e pensiero, 2004.
- Sergio Zaninelli, Istituto auxologico italiano 1958-2008. Cinquant'anni di ricerca e cura, Milano, FrancoAngeli, 2008.